# Llau d'Encua
La llau d'Encua és un curs d'aigua afluent de la Noguera Pallaresa per la dreta, en el pantà dels Terradets. Pertany a la conca del Noguera Pallaresa. Discorre íntegrament pel terme municipal de Castell de Mur, en el seu antic terme de Guàrdia de Tremp.
Es forma a la zona de los Prats, al nord del poble de Cellers, des d'on davalla cap a l'est-sud-est, per abocar-se al cap de poc en la Noguera Pallaresa, en aigües del pantà dels Terradets, 900 metres al nord-nord-est del poble esmentat.